# رامون آلگره
رامون آلگره (اسپانیایی: Ramón Alegre‎؛ زادهٔ ۱۴ مهٔ ۱۹۸۱) بازیکن هاکی روی چمن اهل اسپانیا است که در مسابقات کشوری و بین‌المللی در مجموع برندهٔ 3 مدال طلا، 3 مدال نقره، 2 مدال برنز شده‌است.